# Танкова група

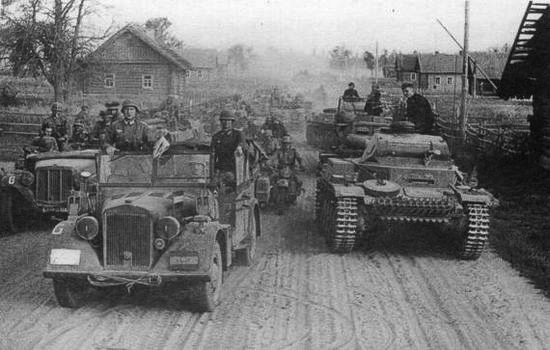
Війська 3-ї танкової групи в районі Пружан (червень 1941 року, БССР).

Танкова група — оперативне об'єднання в організаційній структурі збройних сил нацистської Німеччини (вермахту), введене під час Другої світової війни (1939—1945), та елемент оперативної побудови військ груп армій.

## Бойове застосування
Основним призначенням танкових груп було вибрано завдання глибоких розсікаючих ударів по противнику з метою взяття великих угруповань його військ в оточення. Як правило, введення танкових груп (однієї або двох) в бій здійснювався на напрямку головного удару групи армій для розчленування його оборонних порядків, розгрому оперативних резервів, перерізання стратегічних комунікацій і шляхів відходу, швидкого кидка на велику глибину і виходу в тил основних сил противника.
Глибина дій німецьких танкових груп влітку 1941 року становила від 400 до 500 кілометрів при ширині смуги наступу від 50 до 70 кілометрів із середнім темпом просування вперед від 20 до 30 кілометрів на добу. При цьому не малося на увазі їх відволікання на знищення ворожих військ, що залишилися в тилу.
Перші танкові групи генералів Клейста, Гота і Гудеріана були створені як тимчасові об'єднання в період підготовки до Французької кампанії 1940 року.
До початку нападу Третього Рейху на СРСР були сформовані чотири штатні танкові групи, кожна з яких налічувала від 600 до 1000 танків у складі двох-чотирьох корпусів, які, своєю чергою включали в себе від 7 до 18 дивізій, з яких 2—5 танкових, 3—4 моторизованих, 2—6 піхотних дивізій:
- 1-ша танкова група — в складі групи армій «Південь»[3]
- 2-га і 3-тя танкові групи — в складі групи армій «Центр»
- 4-та танкова група — в складі групи армій «Північ»

Через деякий час танкові групи (1-ша і 2-га в жовтні 1941 року, 3-тя і 4-та — в січні 1942 року) були перетворені на танкові армії.